# 知的財産学部
知的財産学部（ちてきざいさんがくぶ、Faculty of Intellectual Property）とは、特許権、商標権、意匠権、著作権といった知的財産について専門的に学ぶ学部のことである。Intellectualは知力を、Propertyは所有する財産を意味する。

## 概要
知的財産専門学部として、大阪工業大学が2003年に日本で初めての知的財産学部（初代学部長は、特許庁特許技監を務めた石井正）を開設。また2005年には知的財産専門職大学院を開設。知的財産学部は大阪市内にある大宮キャンパスに設置されている。知的財産専門職大学院は2017年開校した梅田キャンパスに移転された。
大阪工業大学の講義内容を例に説明すると、知的財産関連法学、経営学、経済学、ビジネス英語、科学技術や企業知的財産実務などを扱い、その中でも企業知的財産実務に特に力を入れている学部である。同大学には工学部・情報科学部が設置されており、それら工学系・情報科学系の学問との連携が可能となっている。卒業後の進路としては、企業の知的財産・特許・マーケティング部門の専門スタッフ、公務員、さらには人材不足が深刻な弁理士の資格を取得して、法律事務所・特許事務所などでの活躍も期待されている。

## コース
大阪工業大学知的財産学部では、2年次よりコースを選択する。

### 知財プロフェッショナルコース
特許法学を中心に意匠、商標等をも含め、知的財産全般を学び、知的財産のプロフェッショナルを目指す人向けのコース。3年で卒部し、同大学知的財産専門職大学院（修士課程2年）に進み、弁理士試験合格を目指すことが望まれる。

### ブランド＆デザインコース
ブランド(商標)・デザイン(意匠)・著作物・知財マーケティング(商学)等、人間の感性に訴えかける文化創造的な知的財産に重点を置いて学びたい人向けのコース。

### ビジネスマネジメントコース
知的財産ビジネス・知財経営学・知財経済学を含め、広くビジネスの世界の第一線で活躍することを目指す人向けのコース。

### コンテンツビジネスコース
コンテンツビジネス(ゲーム・アニメ・漫画・音楽・映画などに関するビジネス)の文化情報分野において、商品の企画開発、法務、広報、営業・情報管理など様々な形で活躍することを目指す人向けのコース。

## 知的財産学部に類する学科を持つ大学
- 早稲田大学創造理工学部知財・産業社会政策領域
- 日本大学法学部経営法学科知的財産法コース
- 国士舘大学法学部現代ビジネス法学科知財コース
- 名古屋商科大学経済学部経済学科知的財産領域
- 吉備国際大学国際環境経営学部環境経営学科知的財産経営コース
- 徳山大学経済学部知財開発コース

## 知的財産専門職大学院
- 大阪工業大学知的財産専門職大学院 知的財産研究科
- 東京理科大学専門職大学院 イノベーション研究科 知的財産戦略専攻
- 日本大学専門職大学院 知的財産研究科